# Palazzo Fogazzaro
Palazzo Fogazzaro è un palazzo storico di Schio, collocato lungo la centrale via Pasini; ospita il museo civico cittadino.

## Storia
Il palazzo venne edificato nel 1810 su disegno di Carlo Barrera lungo via Pasini, proprio di fronte ad un altro edificio progettato pochi anni prima dallo stesso architetto: palazzo Garbin. Per i Fogazzaro esso realizzò un progetto che riprende evidentemente lo stile di Andrea Palladio.
Commissionato da Mariano Fogazzaro (bisnonno di Antonio), fu fatto erigere sull'area dove in precedenza sorgeva l'opificio della famiglia Fogazzaro, al tempo uno dei più fiorenti di Schio. Oltre che a scopo residenziale il palazzo venne impiegato anche come deposito per lane e granaglie.
A partire dal Novecento il palazzo ospitò varie istituzioni, quali la Pretura ed il Regio Commissariato. Nel 1948 venne acquistato dal Comune di Schio e fu destinato a sede di istituti scolastici. Restaurato una prima volta nel 1960, fu sottoposto ad un nuovo e radicale restauro a partire dal 2002, contestualmente alla sua conversione per impiego a fini culturali.
Il palazzo Fogazzaro ospita mostre, conferenze ma soprattutto è sede della Collezione Civica: raccolta di dipinti, disegni, incisioni e sculture dal XIII secolo in poi. Nel 2011 è stata istituita anche una sezione dedicata ai libri d'artista, ed è inserito nella rete museale dei Musei Altovicentino. Nel corso del 2021 il comune di Schio ha costituito ufficialmente l'istituzione "museo civico", ubicato presso palazzo Fogazzaro.
A partire dal 2023 sono programmati cospicui investimenti finalizzati a migliorare gli allestimenti, la fruibilità e la conservazione delle opere raccolte nella struttura museale.

## Descrizione

### Esterno

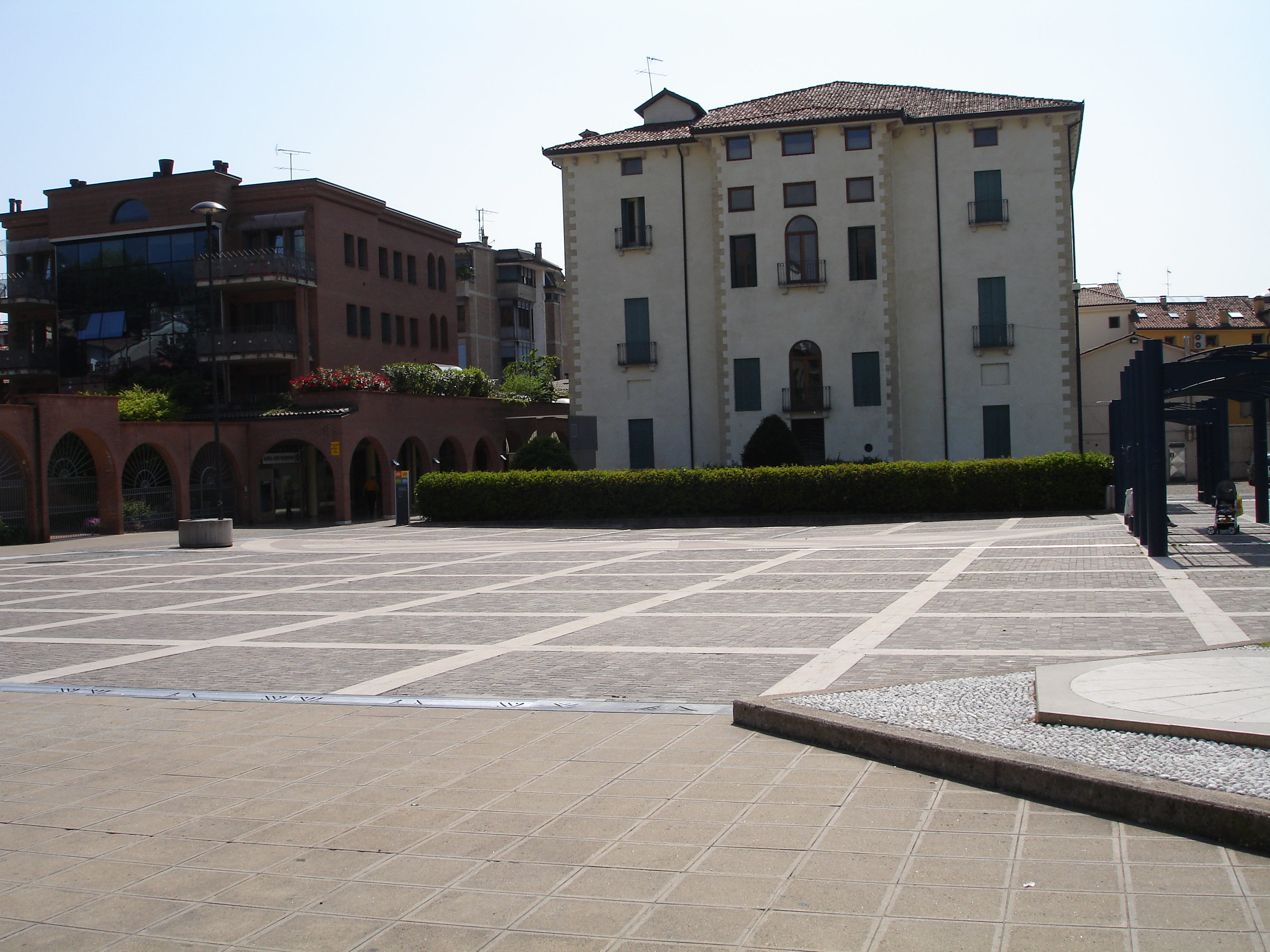
Il prospetto posteriore di palazzo Fogazzaro, visibile da piazza Falcone e Borsellino

Il palazzo Fogazzaro è preceduto da un cortile quadrangolare pavimentato a ciottoli e risistemato nel 2010. Ai due lati il cortile è delimitato dalle barchesse composte da una sequenza di archi sormontati da finestrelle quadrangolari, che terminano verso la strada con due tozze torrette porticate.
Il palazzo - evidentemente ispirato a villa Franceschini Pasini Salasco di Arcugnano - si erge sul fondo del cortile, con una scalinata che dà accesso, attraverso una apertura a tutto sesto affiancata da altre quadrangolari, ad un portico aperto dove si trova la porta d'ingresso del palazzo. Il piano terra è decorato a bugnato e presenta delle finestre rettangolari ai lati. Il primo piano, ad intonaco liscio, è nobilitato dalla presenza di un pronao corinzio concluso da un timpano, affiancato da finestre in asse con quelle sottostanti, anch'esse coronate da un timpano. Il piano superiore presenta invece delle finestrelle quadrangolari.
La facciata posteriore dell'edificio presenta una serie di semplici finestre, alcune dotate di poggiolo. La perfetta simmetria della costruzione è spezzata solo dal corpo laterale aggiunto sulla copertura in seguito all'installazione dell'ascensore con i lavori di ristrutturazione degli anni duemila.

### Interno
L'interno dell'edificio presenta un ampio salone d'ingresso sul fondo del quale si sviluppa lo scalone che porta ai piani superiori, inquadrato da un'arcata con due fornici laterali. Il piano terra presenta varie sale laterali, una delle quali presenta ancora la decorazione affrescata originale. I piani superiori sono strutturati in ugual maniera, con salone centrale e tre stanze per lato. Interessante l'originale pavimento alla veneziana. Dal pian terreno si accede infine alla cantina interrata, caratterizzata dal tetto a volte.